# Европско првенство у атлетици на отвореном 1971 — 800 метара за жене
Такмичење у трчању на 800 метара у женској конкуренцији на 10. Европском првенству у атлетици 1971. одржано је 10., 11. и 12. августа у Хелсинкију (Финска) на Олимпијском стадиону.
Титулу освојену у Атини 1969 није бранила Лилијан Боард из Уједињеног Краљевства.

## Земље учеснице
Учествовало је 15 такмичарки из 13 земаља. 
1. Бугарска (2)
2. Данска (2)
3. Западна Немачка (3)
4. Ирска (1)
5. Источна Немачка (2)
6. Италија (2)
7. Југославија (1)
8. Мађарска (1)
9. Норвешка (1)
10. Пољска (2)
11. Румунија (1)
12. СССР (1)
13. Уједињено Краљевство (3)
14. Шпанија (1)

## Рекорди
| Рекорди пре почетка Европског првенства 1971.     | Рекорди пре почетка Европског првенства 1971. | Рекорди пре почетка Европског првенства 1971. | Рекорди пре почетка Европског првенства 1971. | Рекорди пре почетка Европског првенства 1971. | Рекорди пре почетка Европског првенства 1971. |
| ------------------------------------------------- | --------------------------------------------- | --------------------------------------------- | --------------------------------------------- | --------------------------------------------- | --------------------------------------------- |
| Светски рекорд                                    | Шин Кеум-Дан                                  | Северна Кореја                                | 1:58,0                                        | Пјонгјанг, Северна Кореја                     | 5. септембар 1964.                            |
| Европски рекорд                                   | Хилдегард Фалк                                | Западна Немачка                               | 1:58,45                                       | Штутгарт, Западна Немачка                     | 11. јул 1971.                                 |
| Рекорди европских првенстава                      | Лилијан Боард                                 | Велика Британија                              | 2:01,50                                       | Атина, Грчка                                  | 18. септембар 1971.                           |
| Рекорди после завршетка Европског првенства 1971. |                                               |                                               |                                               |                                               |                                               |
| Рекорди европских првенстава                      | Вера Николић                                  | Југославија                                   | 2:00,0                                        | Хелсинки, Финска                              | 12. август 1971.                              |

## Освајачи медаља
|                            |                                    |                                         |
| Вера Николић · Југославија | Патриша Лоу · Уједињено Краљевство | Розмари Стирлинг · Уједињено Краљевство |

## Сатница
| Датум      | Време | Коло          |
| ---------- | ----- | ------------- |
| 10. август | 10:08 | Квалификације |
| 11. август | 18:20 | Полуфинале    |
| 12. август | 18:30 | Финале        |

## Резултати

### Квалификације
У квалификацијама такмичарке су биле подељене у четири групе. За полуфинале квалификовале су се по 4 првопласиране из све четири групе (КВ).
| Пласман | Група | Атлетичарка         | Земља                | Резултат | Белешке |
| ------- | ----- | ------------------- | -------------------- | -------- | ------- |
| 1.      | 2     | Вера Николић        | Југославија          | 2:04,81  | КВ      |
| 2.      | 4     | Иљана Силај         | Румунија             | 2:04,88  | КВ      |
| 3.      | 1     | Хилдегард Фалк      | Западна Немачка      | 2:04,96  | КВ      |
| 4.      | 1     | Магдолна Кулчар     | Мађарска             | 2:05,30  | КВ, ЛРС |
| 5.      | 1     | Валтруд Строцер     | Источна Немачка      | 2:05,31  | КВ, ЛРС |
| 6.      | 4     | Доната Говони       | Италија              | 2:04,48  | КВ      |
| 7.      | 4     | Нијоле Сабаите      | СССР                 | 2:05,54  | КВ, ЛРС |
| 8.      | 4     | Гизела Клајн        | Западна Немачка      | 2:05,57  | КВ      |
| 9.      | 1     | Анђела Рамело       | Италија              | 2:05,70  | КВ, ЛР  |
| 10.     | 3     | Гунилд Хофмајстер   | Источна Немачка      | 2:05,87  | КВ      |
| 11.     | 4     | Тонка Петрова       | Бугарска             | 2:05,91  | ЛР      |
| 12.     | 3     | Клер Волш           | Ирска                | 2:06,06  | КВ      |
| 13.     | 3     | Патриша Лоу         | Уједињено Краљевство | 2:06,37  | КВ      |
| 14.     | 1     | Василена Амжина     | Бугарска             | 2:06,39  | ЛРС     |
| 15.     | 3     | Кирстен Хоилер      | Данска               | 2:06,67  | КВ, ЛР  |
| 16.     | 2     | Розмари Рајт        | Уједињено Краљевство | 2:06,74  | КВ      |
| 17.     | 3     | Елзбиета Сковронска | Пољска               | 2:06,94  | ЛР      |
| 18.     | 2     | Силвија Шенк        | Западна Немачка      | 2:07,41  | КВ      |
| 19.     | 4     | Грете Ваиц          | Норвешка             | 2:07,63  | ЛР      |
| 20.     | 2     | Данута Вјежбовска   | Пољска               | 2:07,93  | КВ      |
| 21.     | 1     | Сандра Сатерленд    | Уједињено Краљевство | 2:09,46  | ЛР      |
| 22.     | 2     | Бригите Јенес       | Данска               | 2:09,54  | ЛРС     |
| 23.     | 2     | Марија Фуентес      | Шпанија              | 2:12,58  | ЛР      |

### Полуфинале
У полуфинале такмичарке су биле подељене у две групе. За финале квалификовале су се по 4 првопласиране из обе групе (КВ).
| Пласман | Група | Атлетичарка       | Земља                | Резултат | Белешке    |
| ------- | ----- | ----------------- | -------------------- | -------- | ---------- |
| 1.      | 2     | Гунилд Хофмајстер | Источна Немачка      | 2:03,1   | КВ, ЛРС    |
| 2.      | 2     | Хилдегард Фалк    | Западна Немачка      | 2:03,2   | КВ         |
| 3.      | 2     | Розмари Рајт      | Уједињено Краљевство | 2:03,3   | КВ         |
| 4.      | 2     | Клер Волш         | Ирска                | 2:03,4   | КВ, НР, ЛР |
| 5.      | 1     | Вера Николић      | Југославија          | 2:03,7   | КВ         |
| 6.      | 2     | Иљана Силај       | Румунија             | 2:03,9   | ЛРС        |
| 7.      | 2     | Силвија Шенк      | Западна Немачка      | 2:04,6   | ЛРС        |
| 8.      | 2     | Доната Говони     | Италија              | 2:05,0   | ЛР         |
| 9.      | 1     | Данута Вјежбовска | Пољска               | 2:05,3   | КВ         |
| 10.     | 1     | Гизела Клајн      | Западна Немачка      | 2:05,4   | КВ         |
| 11.     | 1     | Патриша Лоу       | Уједињено Краљевство | 2:05,4   | КВ         |
| 12.     | 1     | Магдолна Кулчар   | Мађарска             | 2:06,2   |            |
| 13.     | 1     | Валтруд Строцер   | Источна Немачка      | 2:06,9   |            |
| 14.     | 1     | Анђела Рамело     | Италија              | 2:07,5   |            |
| 15.     | 1     | Кирстен Хоилер    | Данска               | 2:07,6   |            |
|         | 2     | Нијоле Сабаите    | СССР                 | НС       |            |

### Финале
| Пласман | Атлетичарка       | Земља                | Време   | Белешке     |
| ------- | ----------------- | -------------------- | ------- | ----------- |
|         | Вера Николић      | Југославија          | 2:00,00 | РЕП, НР, ЛР |
|         | Патриша Лоу       | Уједињено Краљевство | 2:01,66 |             |
|         | Розмари Рајт      | Уједињено Краљевство | 2:02,08 |             |
| 4.      | Данута Вјежбовска | Пољска               | 2:04,16 |             |
| 5.      | Гизела Клајн      | Западна Немачка      | 2:05,14 |             |
| 6.      | Клер Волш         | Ирска                | 2:08,57 |             |
| 7.      | Хилдегард Фалк    | Западна Немачка      | НЗ      |             |
| 8.      | Гунилд Хофмајстер | Источна Немачка      | НЗ      |             |